# Rivière Belair
Pour les articles homonymes, voir Belair.
La rivière Belair est un affluent de la rive est de la rivière Chaudière laquelle coule vers le nord pour se déverser sur la rive sud du fleuve Saint-Laurent. Elle coule dans les municipalités de Frampton, Saints-Anges et de Vallée-Jonction, dans la municipalité régionale de comté (MRC) de La Nouvelle-Beauce, dans la région administrative de Chaudière-Appalaches, au Québec, au Canada.

## Géographie
Les principaux bassins versants voisins de la rivière Belair sont :
- côté nord : rivière Pyke, rivière Desbarats ;
- côté est : rivière Morency, ruisseau Morency, ruisseau Paré ;
- côté sud : rivière Chaudière, rivière Nadeau (Nouvelle-Beauce), rivière Lessard (rivière Chaudière) ;
- côté ouest : ruisseau Carter, rivière Chaudière, rivière Chassé, rivière du Domaine.

La rivière Belair prend sa source à l'embouchure du lac Baxter (longueur : 1,2 km ; altitude : 382), situé dans le 1er rang Ouest, dans la municipalité de Frampton. Ce lac est situé à l'est de la route du rang de la Grande-Ligne, à l'ouest du village de Frampton et au nord-est du centre du village de Saints-Anges.
À partir de sa source, la rivière Belair coule sur 12.4 km répartis selon les segments suivants :
- 1,1 km vers le sud-ouest, jusqu'à la route du rang de la Grande-Ligne ;
- 3,3 km vers le sud-ouest, en recueillant les eaux du ruisseau Fecteau (venant du nord-est), jusqu'à la route du 4e rang Nord ;
- 2,2 km vers le sud, jusqu'à la route du 3e rang Nord ;
- 2,2 km vers le sud, jusqu'à l'autoroute 73 ;
- 3,6 km vers le sud, jusqu'à sa confluence.

La rivière Belair se jette sur la rive est de la rivière Chaudière à 2,4 km en aval du pont du village de Vallée-Jonction, en amont du pont de Sainte-Marie-de-Beauce et en amont de l'île Labrecque. Près de sa confluence, ce cours d'eau est significativement encaissée dans des formations schisteuses.

## Toponymie
Le lit de cette rivière recèle des quartz qui engendrèrent une certaine ruée vers l'or au siècle dernier. L'appellation Belair a été confirmé dès 1796 ; néanmoins sans justification selon l'abbé Honorius Provost lequel indique que « personne de ce nom ne paraît jamais avoir habité Sainte-Marie ». Les graphies Bellaire (1891) et Belle Aire se figurent cependant dans des documents anciens. Certains documents parlent aussi de la « rivière à Giroux » ou de la « rivière Giroux » ; cette dernière appellation fait référence à une traverse à gué de la Chaudière, verbalisée en juillet 1816, près de l'embouchure de la rivière Belair ; cette traverse avait son emprise sur une terre appartenant alors à Pierre Giroux. Ce cours d'eau est aussi désigné Rivière Florian et Rivière de la Ville.
Le toponyme Rivière Belair a été officialisé le 18 juin 1993 à la Commission de toponymie du Québec.